# جورج شو (لاعب كرة قدم أسترالية أسترالي)
جورج شو (بالإنجليزية: George Shaw)‏ هو لاعب كرة قدم أسترالية أسترالي، ولد في 1 أبريل 1886 في سيدني في أستراليا، وتوفي في 30 أبريل 1971 في ملبورن في أستراليا.

## وصلات خارجية
- جورج شو على موقع AustralianFootball.com (الإنجليزية)
- جورج شو على موقع AFLtables.com (الإنجليزية)